# السن (داکوتای شمالی)
السن(به انگلیسی: Alsen) شهری در ایالت داکوتای شمالی کشور ایالات متحده آمریکا است که جمعیت آن در سرشماری سال ۲۰۱۰ میلادی، ۳۵ نفر بوده‌است.